# Alternerende groep

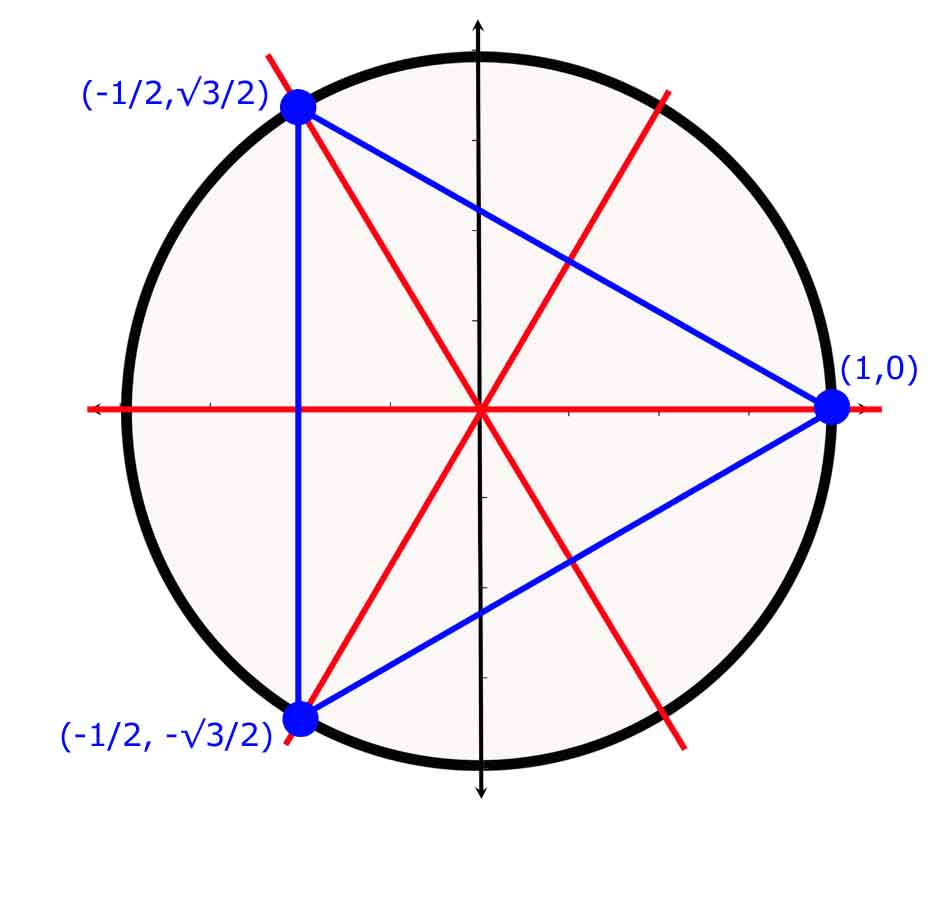

In de groepentheorie, een tak van de wiskunde, is de alternerende groep op n elementen, genoteerd als {\displaystyle {\mathcal {A}}_{n}}, de ondergroep van de symmetrische groep Sn die bestaat uit de even elementen van {\displaystyle {\mathcal {S}}_{n}}.
De symmetrische groep {\displaystyle {\mathcal {S}}_{n}} bestaat uit alle permutaties van {\displaystyle n} verschillende plaatsen. De samenstelling van permutaties is de groepsbewerking en in de alternerende groep komen alleen even permutaties voor. 
Ieder element van {\displaystyle {\mathcal {S}}_{n}} kan worden geschreven als een samenstelling van een eindig aantal paarsverwisselingen, permutaties die alleen de waarde op twee verschillende  plaatsen omdraaien. Deze permutaties, die alleen twee plaatsen van waarde verwisselen zijn een involutie. De schrijfwijze van een permutatie als de samenstelling van verwisselingen is niet uniek, maar de pariteit van het aantal paarsverwisselingen is wel onveranderlijk. Een even permutatie is een samenstelling van een even aantal paarsverwisselingen, een oneven permutatie is een samenstelling van een oneven aantal paarsverwisselingen. De identieke permutatie is even. 
De alternerende groep {\displaystyle {\mathcal {A}}_{n}} is dus de ondergroep die uit de even permutaties van {\displaystyle {\mathcal {S}}_{n}} bestaat. In de groepen met meer elementen dan alleen maar de identiteit, dat is met {\displaystyle n>1}, heeft {\displaystyle {\mathcal {A}}_{n}} de helft van het aantal elementen van {\displaystyle {\mathcal {S}}_{n}}, dus n!/2 elementen.
De alternerende groep {\displaystyle {\mathcal {A}}_{3}} op 3 elementen is isomorf met de groep van rotatiesymmetrieën van een gelijkzijdige driehoek, dus is isomorf met de cyclische groep {\displaystyle {\mathcal {C}}_{3}}. De spiegelingen van de gelijkzijdige driehoek zijn de oneven elementen van {\displaystyle {\mathcal {S}}_{3}}, dus geen element van {\displaystyle {\mathcal {A}}_{3}}.
{\displaystyle {\mathcal {A}}_{4}} is isomorf met de groep van rotatiesymmetrieën van het regelmatige viervlak en heeft 12 elementen. Deze orde 12 van {\displaystyle {\mathcal {A}}_{4}} kan volgens de stelling van Lagrange door de orde van alle mogelijke ondergroepen van {\displaystyle {\mathcal {A}}_{4}} worden gedeeld. Iedere groep {\displaystyle G} en de triviale groep zijn een ondergroep van {\displaystyle G}. Behalve deze twee heeft {\displaystyle {\mathcal {A}}_{4}} wel ondergroepen van de orde 2, 3 en 4, maar niet van 6.
Voor {\displaystyle n\geq 4} is {\displaystyle {\mathcal {A}}_{n}} niet commutatief.